# AMD Turion 64 X2
El procesador AMD Turion 64 X2 es la versión de doble núcleo del Turion y por tanto la versión de bajo consumo para portátil del AMD Athlon 64 X2.
Lanzado al mercado en mayo de 2006 para competir con los Intel Core Duo y posteriormente los Core 2 Duo ambos de la plataforma Centrino Duo. Fue la primera CPU para portátiles en combinar doble núcleo y 64 bits.
Al igual que en los Turion y a diferencia de la plataforma Centrino, AMD favorece la utilización de chips de terceros para chipset (NVIDIA nForce Go 4x0, ATI Radeon Xpress 1100) o WiFi

## Serie Taylor y Trinidad
Todos los modelos actuales utilizan socket S1 y caché L2 por separado para cada núcleo (de entre 256 KB los Taylor y 512 KB por núcleo, los Trinidad). Están basados en tecnología de 90 nm. Integra controlador de memoria DDR2-667 MHz.

## Serie Tyler
Prevista 2007, tecnología de 65 nm. Integra controlador de memoria DDR2-800 MHz.
1. Turion 64 X2 TL-66 65 nm 2,3 GHz 2*128KiB 2*512KiB 35 W TDP
2. Turion 64 X2 TL-64 65 nm 2,2 GHz 2*128KiB 2*512Kib 31 W TDP
3. Turion 64 X2 TL-60 65 nm 2,0 GHz 2*128KiB 2*512Kib 31 W TDP
4. Turion 64 X2 TL-58 65 nm 1,9 GHz 2*128KiB 2*512Kib 31 W TDP
5. Turion 64 X2 TL-56 65 nm 1,8 GHz 2*128KiB 2*512Kib 25 W TDP

## Versiones

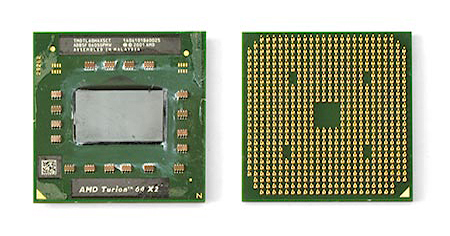
Turion64-X2 para Socket S1.

Al igual que en los Turion se emplea un nombre de 2 letras y 2 números, estos últimos identifican las prestaciones, aumentando para los de mejores prestaciones (mayor caché o frecuencia)
- Todos los modelos soporta:MMX, SSE, SSE2, SSE3, Enhanced 3DNow!, NX bit, AMD64, PowerNow!, AMD-V

| Procesador         | Frecuencia | Caché L2 | TDP  | HT      |
| ------------------ | ---------- | -------- | ---- | ------- |
| Turion 64 X2 TL-50 | 1,6 GHz    | 2*256 KB | 31 W | 800 MHz |
| Turion 64 X2 TL-52 | 1,6 GHz    | 2*512 KB | 31 W | 800 MHz |
| Turion 64 X2 TL-56 | 1,8 GHz    | 2*512 KB | 33 W | 800 MHz |
| Turion 64 X2 TL-58 | 1.9 Ghz    | 2*512 KB | 33 W | 800 MHz |
| Turion 64 X2 TL-60 | 2,0 GHz    | 2*512 KB | 35 W | 800 MHz |
| Turion 64 X2 TL-62 | 2,1 GHz    | 2*512 KB | 35 W | 800 MHz |
| Turion 64 X2 TL-64 | 2,2 GHz    | 2*512 KB | 35 W | 800 MHz |
| Turion 64 X2 TL-66 | 2,3 GHz    | 2*512 KB | 35 W | 800 MHz |
| Turion 64 X2 TL-68 | 2,4 GHz    | 2*512 KB | 35 W | 800 MHz |

- Todos los modelos soporta: MMX, SSE, SSE2, SSE3, Enhanced 3DNow!, NX bit, AMD64, PowerNow!, AMD-V

| Procesador      | Frecuencia | Caché L2 | TDP  | HT       |
| --------------- | ---------- | -------- | ---- | -------- |
| Turion X2 RM-70 | 2,0 GHz    | 2*512 KB | 31 W | 1800 MHz |
| Turion X2 RM-72 | 2,1 GHz    | 2*512 KB | 35 W | 1800 MHz |
| Turion X2 RM-74 | 2,2 GHz    | 2*512 KB | 35 W | 1800 MHz |
| Turion X2 RM-75 | 2,2 GHz    | 2*512 KB | 35 W | 2000 MHz |
| Turion X2 RM-76 | 2,3 GHz    | 2*512 KB | 35 W | 1800 MHz |
| Turion X2 RM-77 | 2,4 GHz    | 2*512 KB | 35 W | 2000 MHz |

- Todos los modelos soporta: MMX, SSE, SSE2, SSE3, Enhanced 3DNow!, NX bit, AMD64, PowerNow!, AMD-V

| Procesador            | Frecuencia | Caché L2 | TDP  | HT       |
| --------------------- | ---------- | -------- | ---- | -------- |
| Turion X2 Ultra ZM-80 | 2,1 GHz    | 2*1 MB   | 32 W | 1800 MHz |
| Turion X2 Ultra ZM-82 | 2,2 GHz    | 2*1 MB   | 35 W | 1800 MHz |
| Turion X2 Ultra ZM-84 | 2,3 GHz    | 2*1 MB   | 35 W | 1800 MHz |
| Turion X2 Ultra ZM-85 | 2,3 GHz    | 2*1 MB   | 35 W | 2200 MHz |
| Turion X2 Ultra ZM-86 | 2,4 GHz    | 2*1 MB   | 35 W | 1800 MHz |
| Turion X2 Ultra ZM-87 | 2,4 GHz    | 2*1 MB   | 35 W | 2200 MHz |
| Turion X2 Ultra ZM-88 | 2,5 GHz    | 2*1 MB   | 35 W | 1800 MHz |